# Athlete A
Athlete A (en español Atleta A y también conocido como Gimnasta A: El médico depredador) es un documental estadounidense de 2020 que aborda la investigación del periódico The Indianapolis Star contra el doctor Larry Nassar por abuso sistemático a gimnastas menores de edad y las acuasciones contra USA Gymnastics y su entonces director Steve Penny.
El audiovisual fue lanzado por Netlix en 2020 y es considerado uno de los mejores documentales deportivos de la historia.

## Recepción
En el sitio web del agregador de reseñas Rotten Tomatoes ,Athlete A tuvo un índice de aprobación del 100 % basado en 56 reseñas, con una calificación promedio de 8.4/10. El consenso de los críticos del sitio dice: "Visión desgarradora pero esencial, Athlete A arroja una luz implacable sobre los abusos horribles, así como la cultura que les permitió continuar sin cesar durante años".  En Metacritic, la película tiene una puntuación media ponderada de 85 sobre 100, basada en 12 críticos, lo que indica "aclamación universal",